# Tomba di Dante
La tomba di Dante è il sepolcro in stile neoclassico del poeta Dante Alighieri eretto presso la basilica di San Francesco nel centro di Ravenna. Il Sommo Poeta visse gli ultimi anni della propria esistenza nella città romagnola, morendovi nel 1321. La tomba è monumento nazionale, e attorno a essa è stata istituita una zona di rispetto e di silenzio chiamata "zona dantesca". All'interno dell'area sono compresi la tomba del poeta, il giardino con il Quadrarco di Braccioforte, i chiostri francescani e il complesso del Museo e Casa Dante.

## Il primo sepolcro
Sul letto di morte Dante Alighieri volle essere vestito col saio francescano. Scelse come luogo di sepoltura il convento dei Frati Minori, arrivati a Ravenna nel 1261. I solenni funerali furono celebrati nella loro chiesa; il poeta fu originariamente sepolto nell'area cimiteriale attigua al convento. Il luogo è chiamato secondo la tradizione Quadrarco di Braccioforte perché si ritiene che in quel luogo due persone invocarono, come garante di un loro contratto, il “braccio forte” del Salvatore, la cui immagine era dipinta in loco. La famiglia Da Polenta era proprietaria di una cella: al suo interno fu collocato il sarcofago con le spoglie di Dante.
Nel 1441 i Da Polenta furono spodestati dalla Repubblica di Venezia. Da allora la cella con le spoglie di Dante cadde in stato di abbandono. Nel 1483 il podestà veneto, Bernardo Bembo, restaurò e ampliò la tomba a sue spese. Affidò l'incarico allo scultore Pietro Lombardo che, nell'eseguire l'opera, si avvalse della collaborazione dei suoi figli. Sopra al sarcofago scolpì un bassorilievo raffigurante Dante pensoso davanti a un leggio.

## Il sepolcro attuale
Nel 1778, quando s'insediò a Ravenna come legato pontificio Luigi Valenti Gonzaga, il cardinale decise la costruzione di un nuovo sacello. Fu incaricato l'architetto ravennate Camillo Morigia.

### Esterno
Costruita nel biennio 1780-81 al di sopra della precedente struttura quattrocentesca, la tomba, a pianta quadrata, è a forma di tempietto neoclassico coronato da una piccola cupola sormontata da una pigna. Separato dalla strada da una stretta delimitazione, presenta una facciata esterna molto semplice, con una porta sovrastata dallo stemma arcivescovile del Cardinal Gonzaga, e sulla cui architrave è scritto, semplicemente e in latino: Dantis poetae sepulcrum. Spiccano due elementi decorativi: una serpe che si morde la coda (ourobóros), simbolo dell'eternità della fama del Poeta, e lo stemma del cardinale Gonzaga. I battenti della porta di accesso furono costruiti in legno.
A destra del monumento funebre si apre il piccolo giardino che contiene tra l'altro il Quadrarco di Braccioforte. Dal 1921 il giardino è chiuso da una cancellata in ferro battuto realizzata dal veneziano Umberto Bellotto.

### Interno

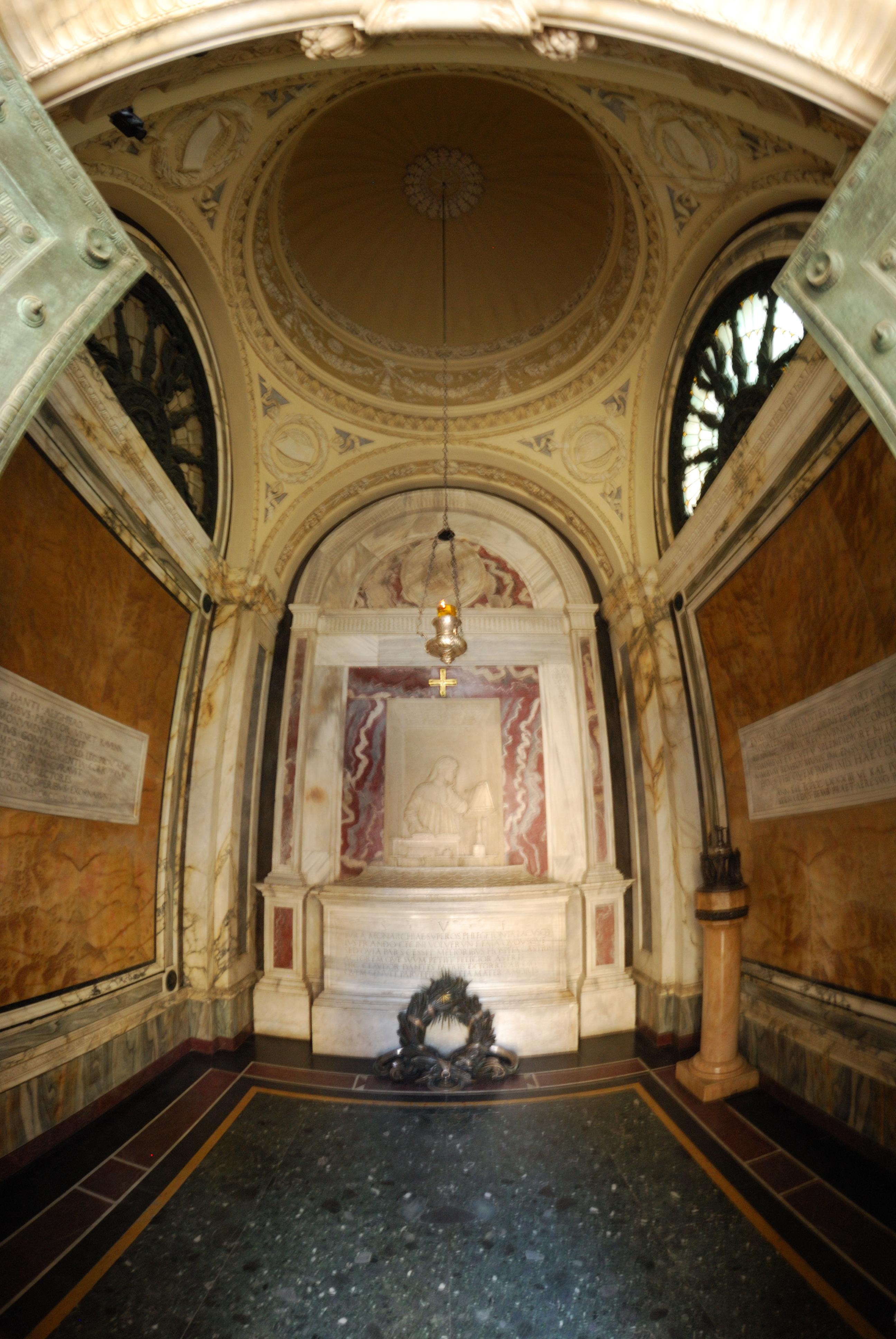
Interno

La tomba vera e propria, all'interno di una cappella tutta rivestita di marmi pregiati e stucchi, consiste in un sarcofago di età romana con sopra scolpito un epitaffio in latino. Secondo G.P. Marchi, i versi dell'epitaffio furono composti dal grammatico veronese Rinaldo Cavalchini: 
Al di sopra del sarcofago è il pregevole bassorilievo di Pietro Lombardo. Ai piedi vi è una corona in bronzo e argento donata nel 1921, in occasione del VI centenario della morte di Dante dall'Esercito e dalla Marina italiani, dopo la vittoria nella Grande Guerra. A destra una colonnina di alabastro del Carso, con una ghirlanda d'argento donata dalla città di Fiume, regge un'ampolla argentea donata nel 1908 dalle città di Trieste, Trento, Gorizia e dalle provincie dell'Istria e della Dalmazia, territori allora governati dall'Impero austro-ungarico ma a maggioranza italiana. Sul soffitto arde perennemente una lampada votiva settecentesca, alimentata da olio d'oliva dei colli toscani offerto da Firenze ogni anno, la seconda domenica di settembre, in memoria dell'anniversario della morte del poeta (scomparso nella notte tra il 13 e il 14 settembre 1321). La tradizione si ripete dal 1908.
Sulla parete destra, una lapide in marmo ricorda i vari restauri della tomba, e la sua sistemazione con decorazione marmorea nel 1921. Sui pennacchi delle volte erano un tempo raffigurati Virgilio, Brunetto Latini, Cangrande della Scala e Guido Novello da Polenta, eliminati nei restauri del 1920-21. In occasione del VI centenario della morte di Dante, infatti, fu effettuato un restauro importante della Tomba ad opera del soprintendente e architetto Ambrogio Annoni, che si avvalse della collaborazione dello scultore Lodovico Pogliaghi. Al termine del restauro le vecchie porte in legno furono sostituite dalle attuali porte in bronzo, donate dal municipio di Roma. Fino al 1970 si teneva un registro delle presenze. Istituito il 7 aprile 1846, contiene la firma di Papa Pio IX (visita del 24 luglio 1857 nel corso del suo viaggio in Romagna) e di altre illustri personalità come Giovanni Gronchi e Benigno Zaccagnini. L'usanza è stata interrotta nel 1970 e da allora non è più stata ripresa. I registri sono conservati presso la Biblioteca Classense.
Nel 2020 la tomba è stata sottoposta a un nuovo restauro in previsione delle celebrazioni per il VII centenario della morte del Sommo Poeta (13 settembre 2021). Gli interventi hanno interessato l'area del Quadrarco di Braccioforte nonché l'apparato decorativo, sia all'esterno che all'interno del tempio. Dopo l'ultimazione dei lavori è stata ricollocata all'interno del sepolcro la croce che fu donata nel 1965 da papa Paolo VI. Segno della risurrezione, si tratta di una croce greca con quattro ametiste incastonate alle estremità. È collocata sopra la lastra marmorea del Lombardo.

## La vicenda delle spoglie di Dante
Il giorno dopo il decesso il corpo del poeta fu sepolto nello stesso sarcofago in cui si trova tuttora, ma che era allora posto sulla parete di fondo della cella dei Polentani, nel chiostro di Braccioforte sopra nominato. Dopo pochi anni i fiorentini cominciarono a reclamare le reliquie del loro cittadino più illustre. La prima richiesta giunse nel 1396; fu rinnovata nel 1428 e poi nel 1476, sempre senza successo.
Alla fine del XV secolo il podestà veneto di Ravenna Bernardo Bembo spostò il sepolcro sul lato ovest del chiostro stesso. Quando sul soglio pontificio ascesero due papi fiorentini, entrambi della famiglia Medici, Leone X (1513-21) e Clemente VII (1523-34), i fiorentini credettero che sarebbero riusciti nel loro intento. Leone X concesse nel 1519 ai suoi concittadini il permesso di prelevare le ossa del poeta per portarle a Firenze. Il grande Michelangelo fu incaricato di progettare ed erigere il monumento funebre. Ma quando la delegazione toscana aprì il sarcofago le ossa non c'erano più. I frati francescani infatti, poco tempo prima, avevano praticato, dal retrostante chiostro, un buco nel muro e nel sarcofago ed avevano prelevato i resti del poeta. A nulla valsero le suppliche volte alla restituzione. Lo stesso sarcofago fu poi trasferito all'interno del chiostro del convento e gelosamente sorvegliato: basti pensare che, quando nel 1692 fu effettuata la manutenzione della tomba, gli operai dovettero lavorare sorvegliati dalle guardie. Le ossa erano state racchiuse nel 1677 in una cassetta (oggi conservata nel Museo Dante) dal priore del convento Antonio Sarti, e furono ricollocate nell'urna originaria solo nel 1781, quando il Morigia costruì l'attuale mausoleo, parte integrante dell'annesso convento. Durante il XVII secolo si consumò un'aspra diatriba, accesa dal Comune di Ravenna che contese ai Frati Minori la “giurisdizione sul sepolcro dantesco”. Agli inizi del Settecento i monaci videro riconosciuti i loro diritti.
Quando nel 1810 il convento fu chiuso per ordine del governo napoleonico (legge 25 aprile 1810 sulla soppressione degli ordini religiosi), i frati decisero di non portare le ossa con sé, ma di lasciarle in un luogo sicuro: nascosero nuovamente la cassetta e la murarono nell'attiguo oratorio del chiostro di Braccioforte. Successivamente i frati lasciarono la città e della cassetta non si seppe più nulla. Così, dall'inizio dell'Ottocento, tutti coloro che vennero a Ravenna per rendere omaggio a Dante ignorarono che il sepolcro fosse in realtà vuoto. Le ossa del sommo poeta furono ritrovate casualmente da un muratore il 27 maggio 1865 durante i lavori di restauro in vista delle celebrazioni del VI centenario della sua nascita. Se non finirono in un ossario comune si dovette all'intervento di un giovane studente liceale, Anastasio Matteucci (poi divenuto uno stimato notaio) che lesse e interpretò la dicitura sulla cassetta che iniziava con le parole: dantis ossa a me fra antonio sarti hic posita anno 1677 die 18 octobris. Lo scheletro fu ricomposto con dei fili d'argento e sistemato su un cuscino di raso bianco in un'urna di cristallo. L'urna venne esposta al pubblico per tre giorni alla fine di giugno. Migliaia di persone accorsero a vederla, numerosissimi dalla Toscana. Successivamente le ossa ritornarono all'interno del tempietto del Morigia, in una cassa di noce protetta da un cofano di piombo. Nello stesso anno 1865 uscì il saggio firmato da Primo Uccellini: Relazione storica sulla avventurosa scoperta delle ossa di Dante Alighieri.
Nel 1921, in occasione del VI centenario della morte del Sommo Poeta, fu effettuata una ricognizione dei resti da parte degli antropologi Giuseppe Sergi e Fabio Frassetto dell'Università di Bologna. Durante la seconda guerra mondiale la cassetta fu nuovamente nascosta per evitare che i bombardamenti la distruggessero. Fu prelevata dal tempietto il 23 marzo 1944 e ricollocata il 19 dicembre 1945; durante questo periodo rimase sepolta a pochi metri di distanza dal mausoleo sotto un tumulo coperto da vegetazione, oggi contrassegnato da una lapide.
A Firenze, nella speranza che le reliquie fossero restituite, fu eretto nel 1829, in stile anch'esso neoclassico, un grande cenotafio in Santa Croce, raffigurante il poeta seduto e pensoso, innalzato in gloria dall'Italia, mentre la Poesia piange, china sul sarcofago.

### Galleria d'immagini

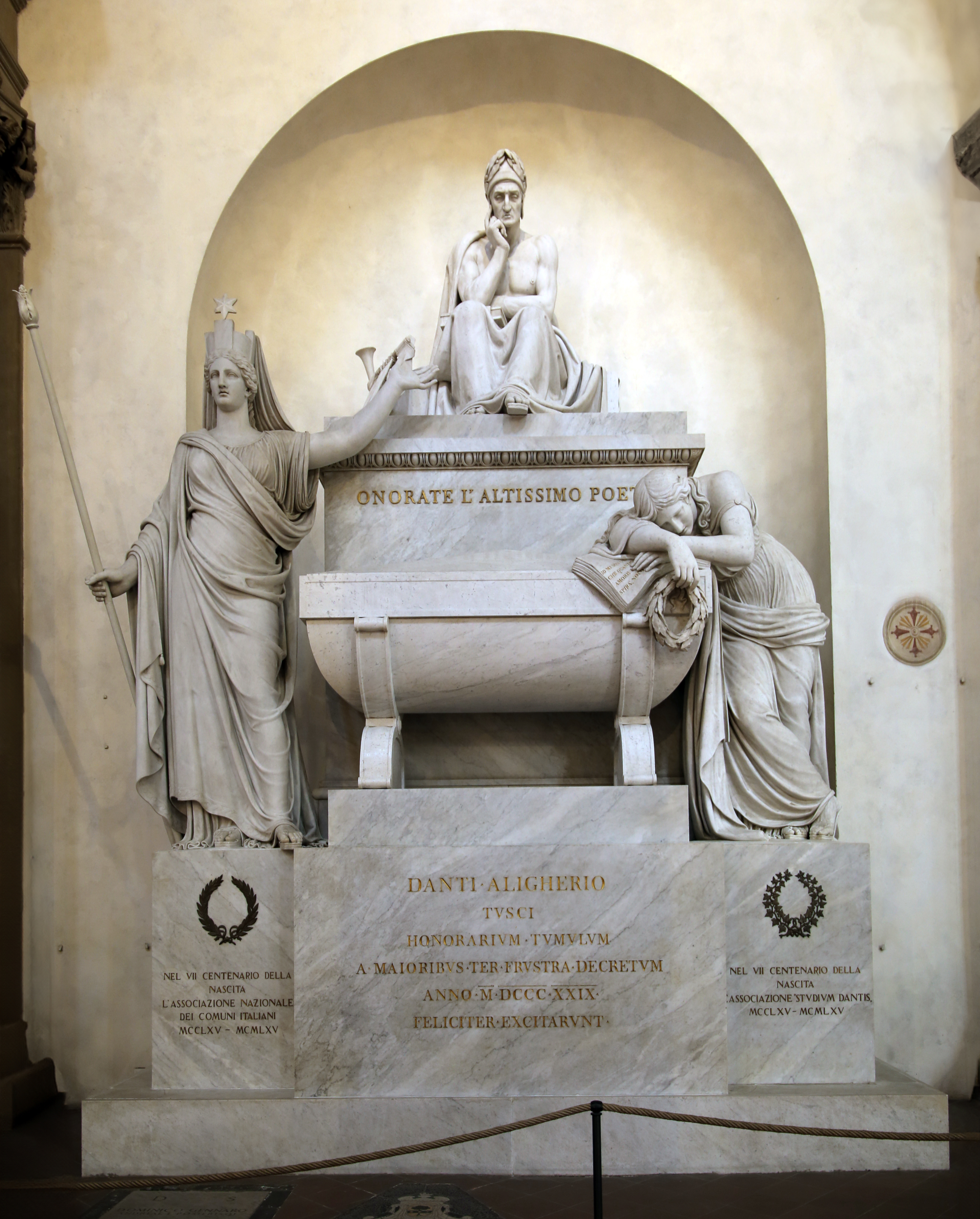
Cenotafio eretto in onore di Dante nella basilica di Santa Croce, a Firenze, nel 1829.
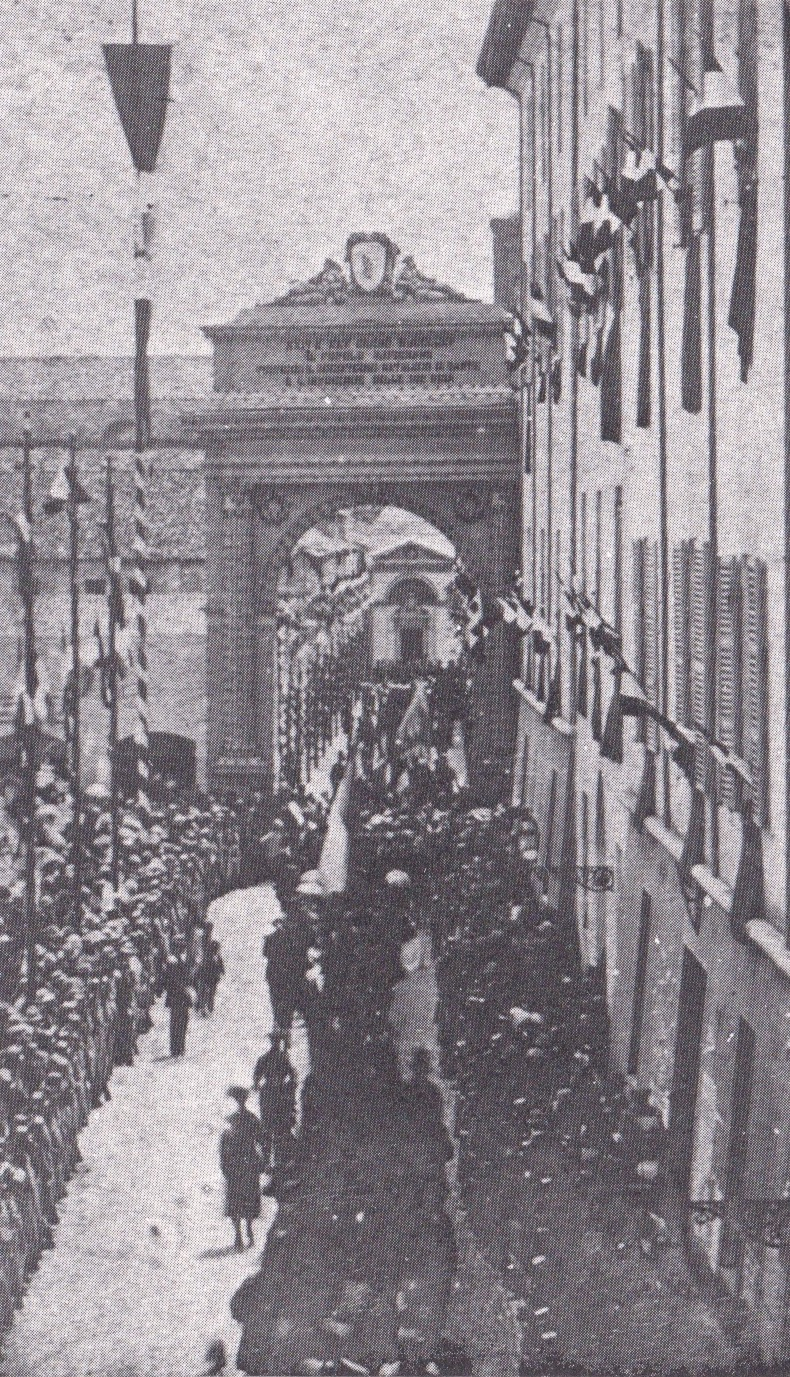
Fotografia scattata il 24 giugno 1865 in occasione del VI Centenario della nascita del Sommo poeta. Al centro dell'immagine l'arco, attraverso il quale si vede in lontananza il sepolcro di Dante. L'edificio sulla destra è il palazzo della Tesoreria, che verrà abbattuto nel 1923 per la costruzione dell'attuale palazzo delle Poste.
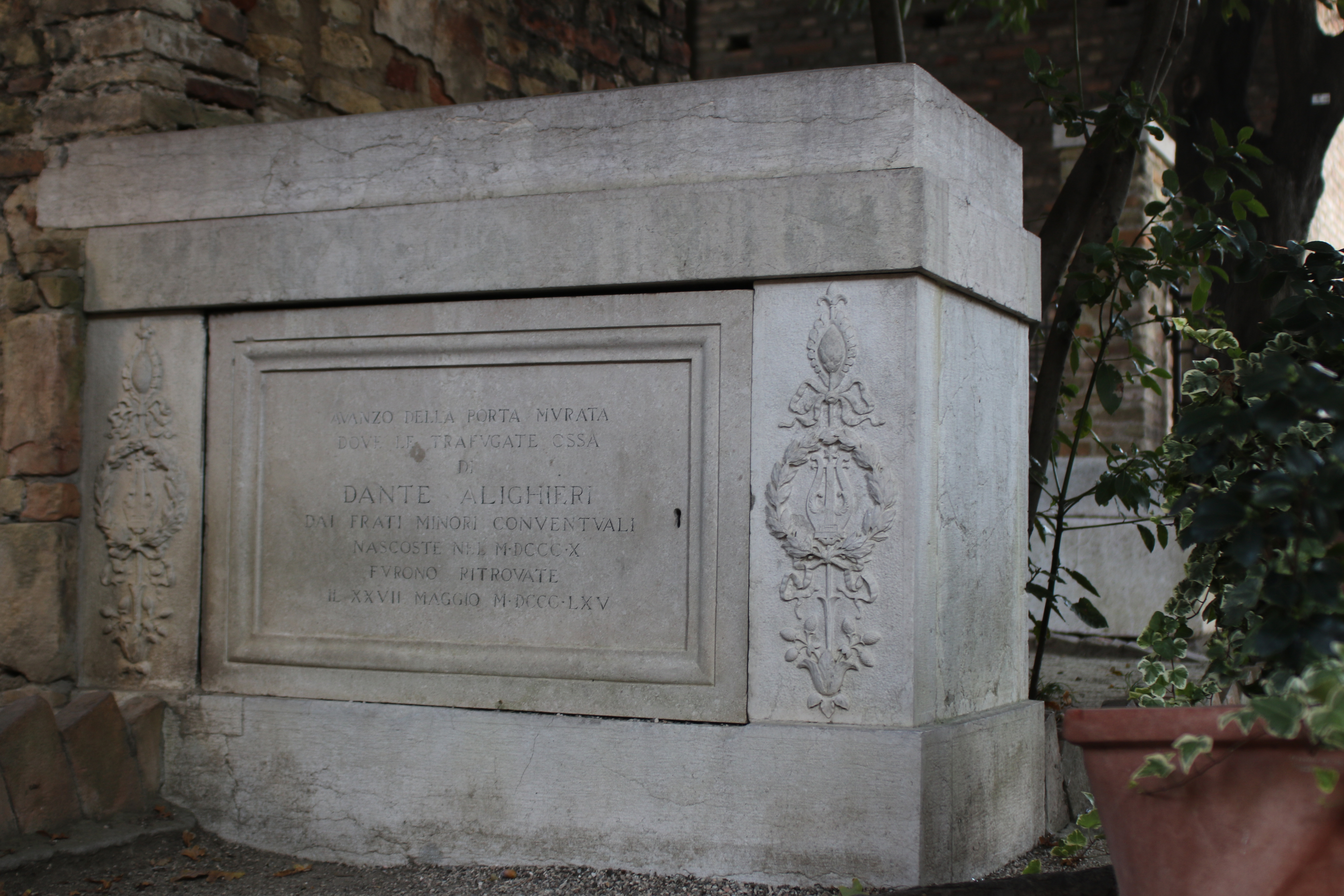
Luogo in cui fu ritrovata la cassetta contenente le ossa di Dante nel 1865.
Rara fotografia del muro ove si ritrovarono le ossa di Dante Alighieri «il dì 27 maggio 1865 alle ore 10 antimeridiane circa».
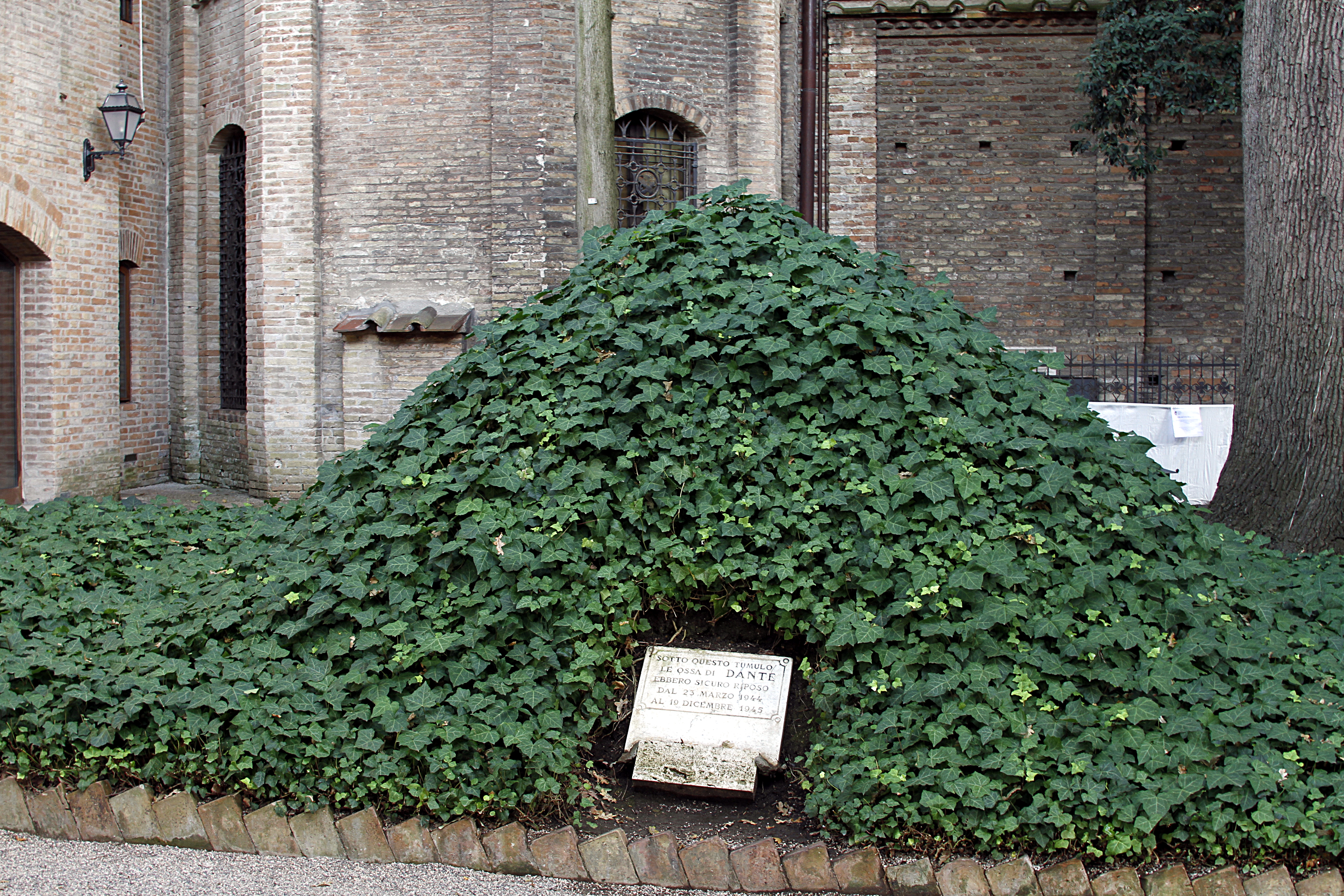
Il tumulo con lapide, che accolse le spoglie di Dante durante la seconda guerra mondiale.

## Cammino di Dante
Dalla Tomba di Dante si diparte un percorso escursionistico e culturale che attraversa in gran parte i luoghi dell'esilio dantesco fino alla città natale del poeta.

Il punto terminale del Cammino è il Museo Casa di Dante a Firenze.
Sono possibili due percorsi diversi:
1. Si segue la Ravegnana fino a Russi; poco più a sud si passa il fiume Montone e si arriva sulla via Emilia a Villanova di Forlì. Si fa sosta ad Oriolo dei Fichi, nelle prime alture che circondano Faenza. Il tratto appenninico comprende tutta la valle del Lamone fino a Marradi (con una deviazione a Monte Romano, nel territorio di Brisighella). Si lascia la valle del Lamone in direzione sud-est e si fa sosta all'Acquacheta. Siamo nell'appennino forlivese. Dopo San Benedetto in Alpe si affronta il passo del Muraglione; da qui comincia la parte toscana del Cammino. Si scende la Valdarno fino a Firenze, passando per Dicomano e Pontassieve.
2. L'altro percorso prevede invece che da Villanova si giunga a Forlì e si percorra tutta la valle del Montone fino a Portico. Da qui si abbandona il Montone e comincia un percorso trasversale che porta dapprima a Premilcuore (valle del Rabbi) e poi alla valle del Bidente fino al passo della Calla. Si entra in Toscana nella provincia di Arezzo. Da qui si percorre la Valdarno fino a Firenze passando da Casalino (frazione di Pratovecchio) e toccando la Pieve di San Pietro di Romena (vicino a Poppi).

Il Cammino di Dante si ricongiunge alla Via Romea Germanica ed al Cammino di Assisi.